# Utica (Mississippi)
Pour les articles homonymes, voir Utica.
La ville américaine d’Utica est située dans le comté de Hinds, dans l’État du Mississippi. Lors du recensement de 2010, sa population s’élevait à 820 habitants.

## Source
- (en) Cet article est partiellement ou en totalité issu de l’article de Wikipédia en anglais intitulé « Utica, Mississippi » (voir la liste des auteurs).